# حسن بلنك
حسن أحمد عبد الله بلنك (مواليد 2 أبريل 1998) لاعب كرة قدم قطري يجيد اللعب في خط الهجوم.

## مسيرة اللاعب
كانت له تجربة احترافية مع نادي لاسك لينتس النمساوي و لعب بعدها مع نادي السد ونادي أم صلال ونادي الوكرة والنادي الأهلي ونادي السيلية و نادي الشمال و نادي لوسيل.

## روابط خارجية
- حسن بلنك على موقع قاعدة بيانات كرة القدم.إي يو (الإنجليزية)
- حسن بلنك على موقع Soccerway.com (الإنجليزية)